# Shim (computação)
Em programação de computadores, um shim é uma biblioteca que intercepta chamadas de API de forma transparente e altera os argumentos passados, manipula a operação em si ou redireciona a operação para outro lugar. Os Shims podem ser usados para suportar uma API antiga em um ambiente mais novo, ou uma API nova em um ambiente mais antigo. Shims também podem ser usados para executar programas em plataformas de software diferentes daquelas para as quais foram desenvolvidos.
Shims para APIs mais antigas geralmente ocorrem quando o comportamento de uma API muda, causando problemas de compatibilidade para aplicativos mais antigos que ainda dependem da funcionalidade mais antiga; nesses casos, a API mais antiga ainda pode ser suportada por uma fina camada de compatibilidade sobre o código mais novo. Shims para APIs mais recentes são definidos como: "uma biblioteca que traz uma nova API para um ambiente mais antigo, usando apenas os recursos desse ambiente".